# Sierre-Crans-Montana
La course Sierre-Crans-Montana (anciennement Sierre-Montana) est une course de montagne reliant la ville de Sierre au village de Montana dans le canton du Valais en Suisse. Elle a été créée par le club athlétique de Sierre et s'est tenue de 1969 à 1991.

## Histoire
Le président du club athlétique de Sierre, René Camarasa, imagine une course à pied empruntant le même parcours que la course de côte cycliste Sierre-Montana afin de comparer la performance d'un coureur à pied à celle d'un cycliste. La première édition a lieu le 12 octobre 1969. Environ huitante coureurs rallient la ligne d'arrivée, dont Noël Tamini le premier.
L'Américaine Kathrine Switzer est la première femme à remporter la course en 1972.
Les premières éditions se déroulent sur un parcours qui n'est pas fermé à la circulation, engendrant des problèmes de sécurité,. En 1973, les organisateurs parviennent à se faire entendre et à faire sécuriser la route le temps de la course.
Afin de donner une véritable dimension internationale à l'événement, les organisateurs ajoutent un classement par nations en 1974, cumulant les résultats des trois meilleurs coureurs de chaque pays. La Suisse, menée par le vainqueur Werner Dössegger s'impose devant la Grande-Bretagne et la France.
La course rejoint le calendrier de la saison inaugurale de la CIME en 1975. Elle est avec Sierre-Zinal, la seule course de catégorie A, confirmant son caractère international.
En 1982, la course change de date, de début octobre à mi-août. Le parcours est rallongé à 16,95 km et l'épreuve est renommée Sierre-Crans-Montana.
En 1986, trois coureurs éthiopiens prennent le départ. Le marathonien Abebe Mekonnen s'impose en établissant un nouveau record du parcours en 1 h 3 min 2 s.
Avec une fréquentation en baisse au début des années 1990, la course retrouve sa date originale au début octobre en 1991. Néanmoins, avec moins de 200 coureurs au départ, le club athlétique de Sierre décide de plus organiser la course en 1992 mais propose à la place une course en ville,.

## Parcours
Le parcours part depuis l'ancien cimetière à Sierre et rallie la patinoire de Montana en empruntant la route de Sierre à Montana. Il mesure 14 km pour 950 m de dénivelé.
En 1982, le parcours est rallongé à 16,95 kn avec l'ajout d'une boucle supplémentaire dans Montana-Village et Crans.
En 1988, le parcours est raccourci. La boucle précédente est supprimée et l'arrivée est déplacée au lac Grenon. Il mesure 14,7 km pour 955 m de dénivelé.

## Vainqueurs
| Année | Hommes                    | Temps          | Femmes           | Temps           |
| ----- | ------------------------- | -------------- | ---------------- | --------------- |
| 1969  | Noël Tamini               | 1 h 0 min 30 s |                  |                 |
| 1970  | Albrecht Moser            | 57 min 18 s    |                  |                 |
| 1971  | Werner Dössegger          | 55 min 2 s     |                  |                 |
| 1972  | Werner Dössegger          | 55 min 26 s    | Kathy Switzer    | 1 h 32 min 48 s |
| 1973  | Edi Hauser Albrecht Moser | 55 min 34 s    | Ingrid Bracco    | 1 h 20 min 6 s  |
| 1974  | Werner Dössegger          | 52 min 34 s    | Marijke Moser    | 1 h 14 min 2 s  |
| 1975  | Barry Watson              | 53 min 39 s    | Annick Loir      | 1 h 13 min 13 s |
| 1976  | Karel Lismont             | 52 min 46 s    | Cornelia Bürki   | 1 h 11 min 44 s |
| 1977  | Karel Lismont             | 52 min 44 s    | Marijke Moser    | 1 h 12 min 14 s |
| 1978  | Bob Treadwell             | 52 min 51 s    | Katarina Beck    | 1 h 13 min 5 s  |
| 1979  | Bob Treadwell             | 53 min 2 s     | Erika Schumacher | 1 h 11 min 37 s |
| 1980  | Bob Treadwell             | 53 min 27 s    | Eva Ljungström   | 1 h 8 min 2 s   |
| 1981  | Bob Treadwell             | 52 min 21 s    | Heidi Hutterer   | 1 h 6 min 11 s  |
| 1982  | Bob Treadwell             | 1 h 4 min 21 s | Véronique Billat | 1 h 22 min 33 s |
| 1983  | Karel Lismont             | 1 h 4 min 19 s | Heidi Brenner    | 1 h 29 min 54 s |
| 1984  | Karel Lismont             | 1 h 3 min 29 s | Véronique Marot  | 1 h 19 min 36 s |
| 1985  | Bob Treadwell             | 1 h 4 min 55 s | Martine Oppliger | 1 h 16 min 24 s |
| 1986  | Abebe Mekonnen            | 1 h 3 min 22 s | Sally Goldsmith  | 1 h 21 min 27 s |
| 1987  | Bob Treadwell             | 1 h 4 min 48 s | Sally Goldsmith  | 1 h 17 min 48 s |
| 1988  | Jacques Krähenbühl        | 56 min 9 s     | Sally Goldsmith  | 1 h 7 min 26 s  |
| 1989  | Jacques Krähenbühl        | 55 min 27 s    | Sally Goldsmith  | 1 h 7 min 54 s  |
| 1990  | Severino Bernardini       | 55 min 51 s    | Sally Goldsmith  | 1 h 7 min 4 s   |
| 1991  | Davide Milesi             | 57 min 46 s    | Monika Graf      | 1 h 11 min 35 s |

 Record de l'épreuve (14,7 km)